# Jüdischer Friedhof (Sławków)
Koordinaten: 50° 18′ 22″ N, 19° 24′ 22″ O

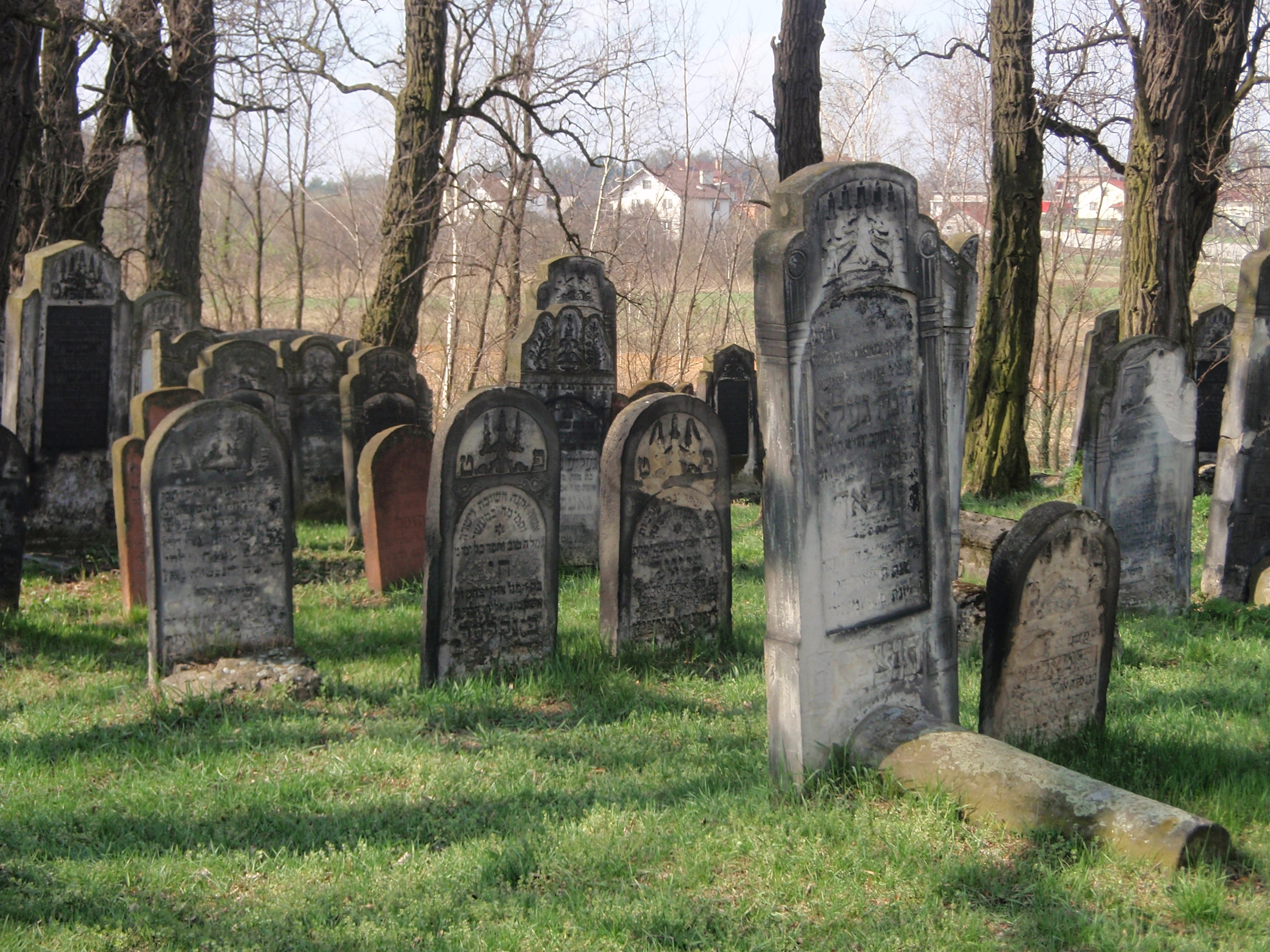
Jüdischer Friedhof in Sławków

Der Jüdische Friedhof in Sławków, einer polnischen Stadt in der Woiwodschaft Schlesien, wurde 1907 angelegt.
Auf dem jüdischen Friedhof in der Francesco-Nullo-Straße sind heute noch circa 50 Grabsteine vorhanden.